# Fighultsgöl
Fighultsgöl är en sjö i Västerviks kommun i Småland och ingår i Botorpsströmmens huvudavrinningsområde. Sjön är 12,5 meter djup, har en yta på 0,0753 kvadratkilometer och är belägen 94,1 meter över havet.

## Delavrinningsområde
Fighultsgöl ingår i det delavrinningsområde (639330-152280) som SMHI kallar för Mynnar i Hagsjön. Medelhöjden är 100 meter över havet och ytan är 35,92 kvadratkilometer. Det finns inga avrinningsområden uppströms utan avrinningsområdet är högsta punkten. Tätsjöbäcken som avvattnar avrinningsområdet har biflödesordning 3, vilket innebär att vattnet flödar genom totalt 3 vattendrag innan det når havet efter 37 kilometer. Avrinningsområdet består mestadels av skog (70 procent), öppen mark (12 procent) och jordbruk (13 procent). Avrinningsområdet har 0,86 kvadratkilometer vattenytor vilket ger det en sjöprocent på 2,4 procent.